# 拉卡托羅
拉卡托羅（Lakatoro）是太平洋島國瓦努阿圖的城鎮，也是馬朗巴省的首府，位於馬拉庫拉島東岸，鎮上有商店、銀行和港口設施，2010年人口1,248，是島上最大的城鎮。